# Pär Hansson (fotbollsspelare)
Pär Johan Åke Hansson, född 22 juni 1986 i Vejbystrand, är en svensk före detta fotbollsmålvakt som bland annat spelade för Helsingborgs IF. Han spelade också sex matcher för Sveriges landslag. 

## Karriär
Hanssons fotspår inom fotbollen började i Vejbyslätts IF. Från 2001 tillhörde han Helsingborgs IF. Under säsongerna 2006–2008 var han utlånad till Ängelholms FF för att utvecklas och få speltid. Han spelade samtliga 30 seriematcher för laget i Superettan 2008. 
Säsongen 2009 var Hansson tillbaka i Helsingborgs IF och blev uttagen som ordinarie målvakt i truppen till premiärmatchen mot IFK Göteborg, en match han lyckades hålla nollan i, vilket gav fortsatt förtroende från tränaren Bosse Nilsson. Hansson gjorde en utmärkt säsong och var en av spelarna som bidrog till att Helsingborg ledde allsvenskan efter 18 omgångar. Därpå följde en mängd skador i truppen, bland annat åkte Hansson på en skada med fem matcher kvar att spela, och på grund av en efterföljande formsvacka sjönk Helsingborg sedan till en slutlig åttondeplats. Totalt spelade Hansson under året 31 tävlingsmatcher och fem träningsmatcher för Helsingborg samt fyra landskamper för U21-landslaget, och han blev av supporterklubben Raggeline utsedd till årets HIF-spelare. Säsongen 2010 gick också väldigt bra för honom; efter tio omgångar hade han bara släppt in mål i två av dem.
Inför den allsvenska säsongen 2011 blev Pär Hansson utsedd till lagkapten i Helsingborgs IF. Efter säsongen, då laget vann SM-guld, utsågs han till årets HIF:are.
I början av 2016 blev Hansson värvad av den holländska storklubben Feyenoord, där han var med och vann både ligan och cupen. Själv satt han dock mest på bänken, och den 14 juni 2017 stod det klart att Pär Hansson återvände till Helsingborgs IF.
Den 12 juli 2017 gjorde han comeback i HIF-målet, när laget mötte danska Fremad Amager. Matchen slutade 1-0 till Helsingborgs IF och Pär Hansson spelade första halvlek innan han byttes ut mot Kalle Joelsson.
I augusti 2019 avslutade Hansson sin karriär på grund av en nackskada. Han hade då inte spelat någon match sedan september 2018, då han skadades.

### A-landslaget
Under 2011 gjorde Hansson debut i A-landslaget i en landskamp mot Botswana. Under några år var han sedan landslagets tredjemålvakt bakom Andreas Isaksson och Johan Wiland. Han spelade totalt sex matcher i A-landslaget, varav en tävlingsmatch. I den höll han nollan mot Färöarna i VM-kvalet 2013.

## Antal seriematcher per säsong
| ÅR      | KLUBB           | ANTAL | SERIE       |
| ------- | --------------- | ----- | ----------- |
| 2017    | Helsingborgs IF | 14    | Superettan  |
| 2016/17 | Feyenoord       | 1     | Eredivisie  |
| 2015    | Helsingborgs IF | 23    | Allsvenskan |
| 2014    | Helsingborgs IF | 28    | Allsvenskan |
| 2013    | Helsingborgs IF | 30    | Allsvenskan |
| 2012    | Helsingborgs IF | 29    | Allsvenskan |
| 2011    | Helsingborgs IF | 30    | Allsvenskan |
| 2010    | Helsingborgs IF | 30    | Allsvenskan |
| 2009    | Helsingborgs IF | 23    | Allsvenskan |
| 2008    | Ängelholms FF   | 30    | Superettan  |
| 2007    | Ängelholms FF   | 23    | Division 1  |
| 2006    | Ängelholms FF   | 26    | Division 1  |

## Meriter
- Svensk mästare 2011 med Helsingborgs IF
- Cupmästare 2010 och 2011 med Helsingborgs IF
- Supercup-mästare 2011 och 2012 med Helsingborgs IF
- Årets HIF:are 2011
- Vinnare av nederländska cupen 2015/2016
- Holländsk mästare 2016/2017